# Petlovac
Petlovac (mađarski: Baranyaszentistván) je općina u Hrvatskoj. Nalazi se u Osječko-baranjskoj županiji.

## Zemljopis
Područje Općine Petlovac pripada širem području nizinskog, ravničarskog područja Baranje kao dijela Osječko-baranjske županije, odnosno šire prirodno-geografske cjeline Baranje, smještene na krajnjem sjeveroističnom dijelu Republike Hrvatske, odnosno u trokutu između rijeka Drave, Dunava i državne granice prema Republici Mađarskoj. 
Kao dio geografske cjeline Baranje, Općina Petlovac pripada njenom sjeverozapadnom dijelu. To je prostor koji ujedno pripada širem nizinskom prostoru prirodno-geografske makromorfološke cjeline Panonske nizine, kao dijela geografskog područja Istočne Hrvatske. 
Područje Općine Petlovac je u okruženju Grada Belog Manastira na sjeveroistoku, Općine Jagodnjak na jugoistoku, Grada Valpova na jugu,  Grada Belišća na jugozapadu i zapadu, dok je sjeverni dio Općine uz državnu granicu prema Republici Mađarskoj. 
S obzirom na takav prostorno-geografski položaj, Općina Petlovac, cijelim svojim teritorijem, pripada dijelu kontinentalnog graničnog područja Osječko-baranjske županije i Republike Hrvatske. 
Cestovni promet je grana prometa preko koje prostor Općine Petlovac ostvaruje veze s užim i širim okruženjem i to putem trasa dviju državnih cesta: D517 i D211. Izgradnja mosta preko rijeke Drave kod Belišća značajno je poboljšala prometnu prohodnost prostora, a izgradnjom buduće autoceste u Koridoru Vc, prostor Općine Petlovac dobit će kvalitetan pristup na prometnu mrežu europskih autocesta.
Površina Općine Petlovac iznsi: 9384 ha ili 93,84 km2. Udio Općine u površini Županije iznosi 2,2 %.

## Stanovništvo
Po popisu iz 2001. godine Petlovac ima 2743 stanovnika.
| broj stanovnika | 3734  | 4328  | 4181  | 4294  | 4784  | 4803  | 4605  | 4765  | 5607  | 5153  | 5303  | 4930  | 3949  | 3785  | 2743  | 2405  | 1874  |
|                 | 1857. | 1869. | 1880. | 1890. | 1900. | 1910. | 1921. | 1931. | 1948. | 1953. | 1961. | 1971. | 1981. | 1991. | 2001. | 2011. | 2021. |

| broj stanovnika | 820   | 864   | 846   | 882   | 927   | 962   | 1196  | 1244  | 869   | 906   | 1167  | 1000  | 940   | 1012  | 801   | 714   | 532   |
|                 | 1857. | 1869. | 1880. | 1890. | 1900. | 1910. | 1921. | 1931. | 1948. | 1953. | 1961. | 1971. | 1981. | 1991. | 2001. | 2011. | 2021. |

## Povijest
Petlovac je bio velika mađarska baza u Drugom svjetskom ratu.
Za vladavine Mađara Petlovac je nosio ime Sent Ištvan (Sveti Stjepan), a kasnije su ga naselili njemački državljani i dali mu ime Blumendorf (selo cvijeća) što se može vidjeti i danas u nekim od starih dvorišta. Razni parkovi i labirinti od cvijeća i raslinja, a posebno na Petlovačkom groblju koje je gotovo trećina njemačko.
Nastala iz stare općine Beli Manastir. U 1880., 1890., 1921 i 1931. dio podataka sadržan je u gradu Beli Manastir.

## Obrazovanje
- područna škola Petlovac

## Šport
- NK Petlovac

## Vanjske poveznice
- Službene stranice općine